# 2-й лейб-гусарский полк королевы Виктории Прусской
2-й лейб-гусарский полк королевы Виктории Прусской («Гусары смерти», «Чёрные гусары», нем. 2. Leib-Husaren-Regiment „Königin Viktoria von Preußen“ Nr. 2) — гусарский полк прусской армии, существовавший в 1741-1918 годах. 
На головном уборе военнослужащих полка изображены череп и кости.

## Названия
- с 9 августа 1741 года — 5-й гусарский полк;
- с 9 мая 1762 года — Гусарский полк Лоссова;
- с 18 октября 1783 года — Гусарский полк Хоенштока;
- с 23 мая 1788 года — Гусарский полк Гёкинга;
- с 29 декабря 1794 года — Гусарский полк Зутера;
- с 1804 года — Гусарский полк Притвица.

В 1808 году полк был разделён на 1-й лейб-гусарский полк и 2-й лейб-гусарский полк.
- с 22 марта 1888 года — 2-й лейб-гусарский полк Императрицы (2. Leib-Husaren-Regiment „Kaiserin“ Nr. 2);
- с 14 сентября 1901 года — 2-й лейб-гусарский полк королевы Виктории Прусской (2. Leib-Husaren-Regiment „Königin Viktoria von Preußen“ Nr. 2)

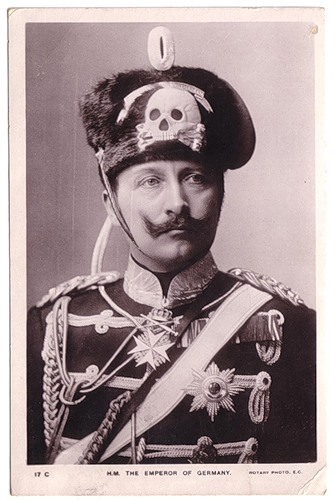
Вильгельм II в форме полка

## История
- 22 мая 1745 года — под командованием полковника Винтерфельда участвовал в боях с австрийскими войсками Франца Леопольда Надашди.
- 4 июня 1745 года, битва при Гогенфридберге — полк с составе отряда Винтерфельда находился на правом крыле прусской армии. В начале сражения участвовал в разгроме саксонских войск. Затем участвовал в преследовании разгромленного противника.
- 23 ноября 1745 года, битва при Хеннерсдорфе — находясь в авангарде прусской армии под командованием Цитена разгромил австрийский отряд в составе одного гусарского, двух кирасирских и пехотного полка.
- Перед Кессельсдорфским сражением полк в составе корпуса Левальда обеспечивал разведку и охранение.
- 30 августа 1757 года, Гросс-Егерсдорфское сражение — полк входил в состав авангарда под командованием принца Голштинского, а затем на правом фланге прусской армии против русской кавалерии генерала  Сибильского.
- 23 февраля 1758 года, битва при Штёккендреббере — 3 эскадрона в составе армии принца Фердинанда были отправлены на запад. Захватили у французской кавалерии при Штёккендреббере около 300 лошадей, 8 штандартов.
- 23 июня 1758 года — Битва при Крефельде.
- 25 августа 1758 года, Цорндорфское сражение — полк находился на правом флаге прусской армии под командованием Шомлера.
- 23 июля 1759 года — находясь под командованием генерала Веделя участвовал в атаках у деревни Пальцигер.
- 1 августа 1759 года — участвовал в Сражении у Миндена.
- 21 июля 1762 года, Сражение при Буркерсдорфе — полк находился на правом крыле армии.

В 1914 году полк был расквартирован в Данциге и вместе с 1-м лейб-гусарским полком входил в состав 36-й дивизии 17-го корпуса 8-й армии германских вооруженных сил.
После начала Первой мировой войны оба гусарских полка вначале были направлены на западный фронт, но вскоре были переведены на восточный фронт, где полк и оставался в течение всей войны.

## Шефы полка

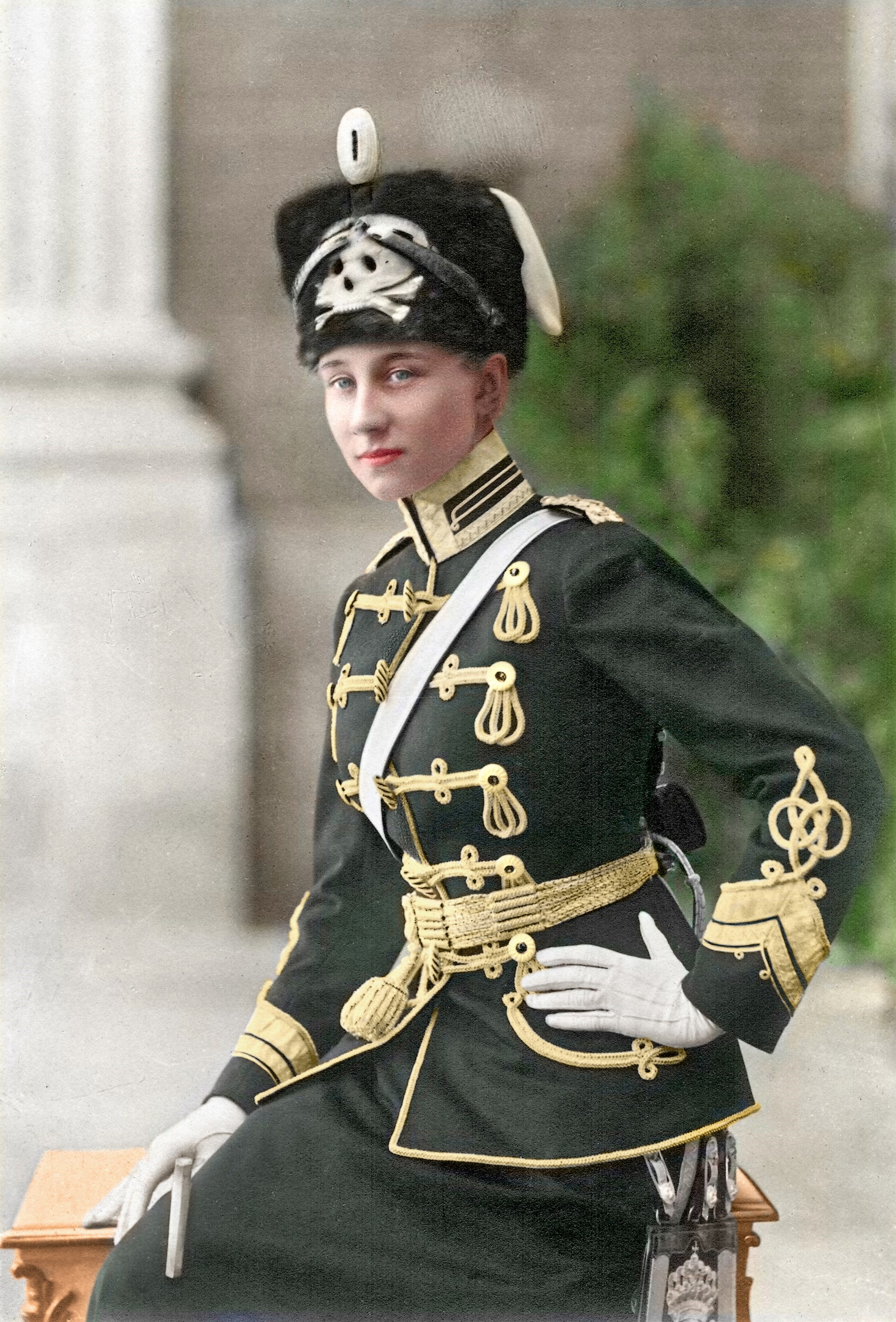
Виктория Луиза Прусская в форме полка, шеф полка с 1909 года

- с 10 февраля 1744 года — полковник Йозеф Теодор фон Рюш;
- с 9 мая 1762 года — полковник Даниэль Фридрих фон Лоссов;
- с 18 октября 1783 года — полковник Карл Август фон Гогенстрок;
- с 23 мая 1788 года — полковник Фридрих Эберхард Гюнтер фон Гокинк;
- с 29 декабря 1794 года — генерал-майор Фридрих Вильгельм фон Зутер;
- с 20 декабря 1804 года — полковник Мориц фон Притвиц.
- с 1909 года — Виктория Луиза Прусская;